# Papilio microps
Papilio microps is een vlinder uit de familie van de pages (Papilionidae). Deze soort was bekend onder de naam Papilio aethiops Rothschild & Jordan, 1905. Die naam was echter al bezet door Papilio aethiops Esper, 1777, en dus niet beschikbaar. Hancock stelde daarom in 1983 het nomen novum aethiopsis voor. Er was echter een ouder synoniem beschikbaar, de naam microps, die Storage in 1951 voor de soort publiceerde.